# استیو ادلر
 استیو ادلر (انگلیسی: Steven Adler؛ زادهٔ ۲۲ ژانویهٔ ۱۹۶۵) یک موسیقی‌دان اهل ایالات متحده آمریکا است. وی از سال ۱۹۸۲ میلادی تاکنون مشغول فعالیت بوده‌است.